# 斯塔尼斯拉維夫卡 (溫基夫齊區)
49°4′39″N 27°6′20″E / 49.07750°N 27.10556°E
斯塔尼斯拉維夫卡（烏克蘭語：Станіславівка）是位於烏克蘭西部的村莊，由赫梅利尼茨基州裡赫梅利尼茨基區的津基夫市鎮負責管轄。該村始建於1509年，面積2.5平方公里，海拔高度276米，2001年人口693，人口密度每平方公里277.2人。